# Барон Корво
Фредерик Уильям Рольф (англ. Frederick William Rolfe, известный под псевдонимом Барон Корво, англ. Baron Corvo (corvo - по-итальянски "ворон"), 22 июля 1860, Лондон — 25 октября 1913, Венеция) — английский поэт, прозаик, переводчик.

## Биография и творчество

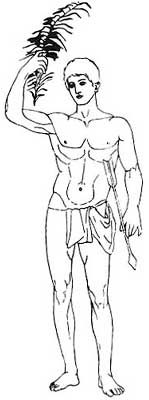
Обнаженный, рисунок Ф. Рольфа, 1891.

Родился в религиозной семье фортепианного мастера. Отличался своеобразным, доходившим до эксцентричности поведением, склонностью к розыгрышам и псевдонимам. В 1886 обратился в католицизм, мечтал стать священником, учился в Риме. Увлекался живописью, графикой, фотографией, оформлял собственные книги, работал как живописец в нескольких церквях Англии.
Первые рассказы публиковал в известном журнале британских декадентов «Желтая книга», впоследствии они составили сборник «Истории, рассказанные мне Тото» (1898). Написал несколько книг стилизованных новелл из эпохи Возрождения — «Хроники дома Борджиа» (1901) и др., перевёл с французского поэзию Омара Хайяма. Наиболее известны его автобиографические романы «Адриан Седьмой» (1904, пьеса Питера Льюка на основе романа, 1967, с успехом шла в Великобритании и США), «Жажда и поиск целого» (1909).

## Признание
Барочно-символистская, близкая к поэзии проза Корво была оценена лишь намного позже (в частности, Д. Г. Лоуренсом, затем о нём писали Грэм Грин, У. Х. Оден, П. Х. Джонсон, А. С. Байетт); толчок этому новому интересу дала «экспериментальная биография» «В поисках Корво» (1934), написанная известным библиофилом и библиографом Альфонсом Джеймсом Саймонсом (отрывки из неё в рус. пер. см.: ). Последние годы Барон Корво в крайней бедности и одиночестве провел в Венеции, где похоронен на кладбище Сан-Микеле.

## Произведения
- Stories Toto Told Me (1898)
- Chronicles of the House of Borgia (1901)
- Tarcissus the Boy Martyr of Rome (1901)
- The Rubaiyat of Umar Khaiyam (1903)
- Nicholas Crabbe (1903—1904, опубл.1958)
- Hadrian the Seventh (1904)
- Don Tarquinio (1905)
- Don Renato (1907—1908, опубл.1963)
- Hubert’s Arthur (1909—1911, опубл.1935)
- The Weird of the Wanderer (1912)
- The Desire and Pursuit of the Whole (1909, опубл. 1934)
- Venice letters (1913, опубл.1975).
- In His Own Image (опубл. 1926).
- The Bull against the Enemy of the Anglican Race (опубл.1929).
- Three Tales of Venice (опубл.1950)
- Amico di Sandro (опубл.1951).
- Without Prejudice: One hundred letters to John Lane (опубл.1963)
- Letters to James Walsh (опубл.1972)
- The Armed Hands and Other Stories (опубл.1974)
- Collected Poems (опубл.1998).